# Langue sacrée, langue parlée
Pour plus de détails, voir Fiche technique et Distribution.
Langue sacrée, langue parlée (Lashon hakodeh, Sfat chol) est un documentaire français réalisé par Nurith Aviv sorti en 2008.
Il porte sur ce qu'est devenu l'hébreu, langue sacrée des juifs pendant deux millénaires et redevenu langue vivante à la création de l'État d'Israël en 1948.
Ce film poursuit la réflexion commencée dans le précédent film de la réalisatrice, D'une langue à l'autre (2004), qui filme des écrivains et artistes qui racontent la relation conflictuelle entre la langue de leurs parents et l’hébreu dans lequel eux-mêmes s’expriment.